# Canard à queue pointue
Anas georgica
Espèce
Statut de conservation UICN

 LC  : Préoccupation mineure
Le Canard à queue pointue (Anas georgica) ou pilet à bec jaune, est une espèce d'oiseaux de la famille des Anatidae.
Ce canard de surface est très semblable à la sarcelle tachetée ; il s'en distingue par un cou plus long et par des taches sur les flancs.

## Description
Le Canard à queue pointue se reconnaît principalement à son cou et sa tête de couleur brune ainsi qu'à son bec jaune vif traversé d'une ligne noire sur le dessus de la mandibule supérieure ainsi que sur un tiers du tomium inférieur. La queue est brunâtre et effilée. Les ailes sont d'apparence terne, les rémiges primaires étant gris et bruns, et les secondaires gris et blancs avec un large miroir noir aux reflets verdâtres. Le reste du corps est tacheté de brun et de noir (longs rémiges scapulaires), les tâches s'estompent plus ou moins au niveau du ventre, qui peut être entièrement gris pâle voire blanc, selon les individus. Les pattes sont grises.
Le Canard à queue pointue mesure entre 43 et 55 cm (17-22 pouces) avec une envergure d'environ 70 cm (28 pouces). Les deux sexes sont identiques en termes de plumage mais se différencient par leur poids, le mâle (610-660 g) est d'apparence légèrement plus grosse que la femelle (460-610 g).

## Comportement
Le Canard à queue pointue est généralement très silencieux, mais les mâles sont relativement loquaces pendant la période des parades nuptiales. Leur chant nuptial est rauque et étouffé semblable à des coassements, accompagné de trilles plus aiguës. Le cri en vol est un sifflement court, aigu et répété à intervalle régulier, très similaire au son d'un grillon. La femelle produit un cancanement similaire à celui du Canard colvert, légèrement moins grave.

### Alimentation
Ce canard de surface plonge rarement intégralement pour se nourrir, son régime est essentiellement constitué de petits invertébrés aquatiques et de résidus de plantes (graines, racines, herbes et algues…). Il arrive que, dans les habitats d'eau saumâtre (notamment pour la sous-espèce A. G. Georgica en Géorgie du Sud) certains individus profitent de la laisse de mer à la suite des marées pour se nourrir d'amphipodes, de petits mollusques et d'algues marines ; il n'est pas rare que cette pratique se fasse de nuit. Certains individus ont été observés en train de se nourrir de cadavres de manchots ou de phoques.

### Reproduction
La période de reproduction est variable selon la répartition des sous-espèces car corrélée avec le climat et la latitude. Dans les îles Malouines (Falkland) la ponte a lieu au printemps, n'importe quand entre septembre et décembre (saisons de l'hémisphère sud). Au Pérou par exemple, le climat permet la ponte durant un plus grand laps de temps (d'août à mars), quant à la sous-espèce A. G. Georgica vivant en Géorgie du Sud où les températures sont constamment négatives, les mois d'été moins rudes (décembre à mars) sont plus propices à la reproduction.
La construction du nid se fait par la femelle uniquement, au sol proche de l'eau et dans un espace protégé par la végétation. Le nid rudimentaire est un amas de branches et brindilles recouvert d'herbes et de plumes, aplati par la poitrine de la femelle. Il arrive, si l'habitat s'y prête, que les nids soient construits "en colonies" éparses, où des groupes de plusieurs dizaines de couples se côtoient pour la période de reproduction.
Deux à trois couvées ont lieu par année, chacune de quatre à dix œufs beiges parfois rosés, couvés 25 à 30 jours par la femelle. Les œufs mesurent en moyenne 56 x 40 mm et pèsent environ 42 g. Le mâle protège et nourrit la femelle pendant la période d'incubation. Après l'éclosion, les canetons développent leur duvet (entièrement gris et brun) rapidement et quittent alors le nid régulièrement pour se nourrir indépendamment mais restent sous la protection des deux parents pendant 45 à 60 jours, jusqu'à ce que leur plumage se forme au complet et qu'ils soient capables de voler.
Après la reproduction, les canards à queue pointue forment généralement de grands groupes (jusqu'à quarante individus) et vivent (parfois voyagent légèrement) ensemble. Leur vol est puissant, rapide et agile.

## Sous-espèces
Selon la classification de référence du Congrès ornithologique international (version 15.1, 2025) :
- † Anas georgica niceforoi Wetmore & Borrero, 1946 — sous-espèce éteinte, elle était présente au centre-est de la Colombie ;
- Anas georgica spinicauda Vieillot, 1816 — Le Canard à queue pointue du Chili — de l'extrémité sud de la Colombie jusqu'à la Terre de Feu, et aux îles Malouines ;
- Anas georgica georgica Gmelin, JF, 1789 — le Canard de Géorgie du Sud (ou la Sarcelle de Géorgie du Sud) — endémique de la grande île subantarctique de Géorgie du Sud et son archipel, vit également dans le sud des îles Sandwich du Sud.

Anas georgica georgica fut l'un des oiseaux notés par James Cook en janvier 1775, à l'occasion du premier débarquement enregistré en Géorgie du Sud et était autrefois considérée comme une espèce à part entière.